# Bondarivka, Huseatîn
Bondarivka (în ucraineană Бондарівка) este un sat în comuna Suhodil din raionul Huseatîn, regiunea Ternopil, Ucraina.

## Demografie
Componența lingvistică a localității Bondarivka
     Ucraineană (100%)
Conform recensământului din 2001, toată populația localității Bondarivka era vorbitoare de ucraineană (100%).